# La Celle-sous-Gouzon
La Celle-sous-Gouzon ist eine französische Gemeinde in der Region Nouvelle-Aquitaine. Sie gehört zum Département Creuse, zum Arrondissement Aubusson und zum Kanton Gouzon. Sie grenzt im Nordwesten an Domeyrot, im Norden an Saint-Silvain-sous-Toulx, im Nordosten an Trois-Fonds, im Südosten an Gouzon und im Südwesten an Parsac. Die Gemeindegemarkung umfasst die Dörfer Les Barraques, Bosse-la-Cour, Bois-de-la-Corée, Bois-du-Puy, Bois-Vert, Chantegrue, Chantemergue, Le Chaussidoux, Gladelle, Manaly, Manerbes, Petit-Varenne, Rognonet, La Spouze, Thiolet und Varenne.

## Bevölkerungsentwicklung
| Jahr      | 1962 | 1968 | 1975 | 1982 | 1990 | 1999 | 2005 | 2013 |
| --------- | ---- | ---- | ---- | ---- | ---- | ---- | ---- | ---- |
| Einwohner | 235  | 232  | 226  | 203  | 162  | 138  | 144  | 139  |